# Strigocuscus
Strigocuscus is een geslacht van buideldieren uit de familie der koeskoezen (Phalangeridae). De wetenschappelijke naam van het geslacht werd in 1861 gepubliceerd door John Edward Gray. De soorten uit dit geslacht komen voor op Sulawesi en de Sangihe-eilanden. De naam betekent "streep"-"koeskoes". Het is echter geen passende naam, omdat de leden van het geslacht meestal geen rugstreep hebben. 

## Soorten
Er bestaan slechts twee soorten: de kleine Celebeskoeskoes van Sulawesi, en Strigocuscus sangirensis van Sangihe-eilanden.
- Strigocuscus celebensis (Gray, 1858)  – Kleine Celebeskoeskoes
- Strigocuscus sangirensis (Meyer, 1896)

## Taxonomie
De taxonomische geschiedenis van de beide soorten is gecompliceerd. Tot 1987 werden ze beiden tot Phalanger gerekend, zoals alle echte koeskoezen. In 1987 verscheen een boek onder redactie van Mike Archer, Possums and Opossums: Studies in Evolution, waarin enkele belangrijke taxonomische artikelen verschenen, waaronder Flannery et al. (1987), die Strigocuscus een apart geslacht maakten. Ook de grondkoeskoes (Phalanger gymnotis), de zuidwestelijke koeskoes (Phalanger mimicus), de Obikoeskoes (Phalanger rothschildi) en de Halmaherakoeskoes (Phalanger ornatus), werden toen echter tot Strigocuscus gerekend.
Later werden die echter weer naar Phalanger verplaatst. Daarna werd er gedacht dat Strigocuscus verwant was aan de koesoes (Trichosurinae), omdat ze enkele primitieve kenmerken delen. Ruedas & Morales (2005) hebben aangetoond dat Strigocuscus samen met de beerkoeskoezen (Ailurops) een aparte onderfamilie Celebeskoeskoezen (Ailuropinae) vormt. Zij gebruikten echter alleen de kleine Celebeskoeskoes (S. celebensis) voor hun analyse.
De Pelengkoeskoes (Phalanger pelengensis) werd voorheen tot dit geslacht gerekend. Deze indeling was al onzeker, maar toen een studie aantoonde dat hij nauwer verwant was aan de echte koeskoezen dan aan de kleine Celebeskoeskoes, werd hij verplaatst naar het geslacht Phalanger.
Twee Australische fossiele soorten werden die tot 2007 tot dit geslacht gerekend, Strigocuscus notialis en Strigocuscus reidi, worden nu tot een eigen geslacht gerekend: Onirocuscus.